# Engrama neuromuscular
Un engrama neuromuscular, en fisiología, es una programación inconsciente que se genera en el sistema nervioso central, para regular el funcionamiento de un sistema muscular. Por ejemplo, en los músculos elevadores mandibulares, de forma que los movimientos implicados con este grupo de músculos sean armónicos y no generen daño en el sistema. Este mecanismo de adaptación neuromuscular está determinado por fuerzas, que deben encontrarse en equilibrio para lograr un funcionamiento adecuado. Cuando se produce un desequilibrio en las fuerzas, o existe la posibilidad de lesión en un componente del sistema, se activa un cambio a nivel nervioso central que modificará el funcionamiento muscular, de forma de evitar el daño.
Para lograr un engrama se requieren al menos 30,000 repeticiones de determinado patrón motor; esta cifra, que puede parecer muy alta, se logra con los movimientos repetitivos necesarios para realizar las actividades de la vida diaria.
- Datos: Q5832809